# San Jose (Negros Oriental)
San Jose é um município de  quinta classe de renda municipal (d) na província Negros Oriental, nas Filipinas. De acordo com o censo de 1 de maio  de  2020 possui uma população de 21 956 pessoas e 5 389 domicílios.